# 成長因子
成長因子（せいちょういんし、英: Growth factor）とは、動物体内において、特定の細胞の増殖や分化を促進する内因性のタンパク質の総称である。増殖因子、細胞増殖因子（さいぼうぞうしょくいんし）などともいう。様々な細胞学的・生理学的過程の調節に働いており、標的細胞の表面の受容体タンパク質に特異的に結合することにより、細胞間のシグナル伝達物質として働く。
歴史を見ると過去には、種々の生物や組織に対して成長を促進する物質を指して成長因子と呼び、ビタミンなども含んだ。

## 成長因子とサイトカイン
成長因子とサイトカインという用語は、しばしば同義語のように扱われるが発見の経緯が異なる。このため、成長因子や増殖因子という語には増殖を促進するという意味を含むが、サイトカインはそのような意味を含まない。
- サイトカイン: 造血系や免疫系での体液を介した細胞間情報伝達の実体として明らかにされた。
- 成長因子: 固形組織の研究から明らかにされた。

しかし、造血系・免疫系のタンパク質が他の組織で、あるいは発生過程で用いられている例も明らかになっている。
成長因子の中には、サイトカイン、またはホルモンとして扱われるものもあり、また細胞の増殖よりも分化・成熟を促進するものもある。アクチビンは当初、性周期に関与するペプチドホルモンとして知られたが、胚発生の過程で一種の細胞増殖・分化因子としても働くことが明らかになった。G-CSFやGM-CSFなどのサイトカインは成長因子でもあるが、細胞増殖に対して抑制的影響を与えるサイトカインもあるし、Fasリガンドのようにアポトーシス（細胞死）を引き起こすサイトカインさえある。神経成長因子（Nerve growth factor：NGF）は増殖ではなく、神経細胞としての成長・成熟を促進する。エリスロポエチンは一種のサイトカインであるが、特定組織（腎臓）から分泌されて他の組織（骨髄）に影響を与えるのでホルモンとしても扱われる。

## 代表的な成長因子
代表的な成長因子には次のようなものがある。（閲覧性のため先に略称を書く）
- EGF: 上皮成長因子 (Epidermal growth factor)
- IGF: インスリン様成長因子 (Insulin-like growth factor)
- TGF: トランスフォーミング成長因子 (Transforming growth factor)
- bFGFまたはFGF2: 塩基性線維芽細胞増殖因子 (basic fibroblast growth factor)
- NGF: 神経成長因子 (Nerve growth factor)
- BDNF: 脳由来神経栄養因子 (Brain-derived neurotrophic factor)
- VEGF: 血管内皮細胞増殖因子 (Vesicular endothelial growth factor)
- G-CSF: 顆粒球コロニー刺激因子 (Granulocyte-colony stimulating factor)
- GM-CSF: 顆粒球マクロファージコロニー刺激因子 (Granulocyte-macrophage-colony stimulating factor)
- PDGF 血小板由来成長因子 (Platelet-derived growth factor)
- EPO: エリスロポエチン (Erythropoietin)
- TPO: トロンボポエチン (Thrombopoietin)
- HGF: 肝細胞増殖因子 (Hepatocyte growth factor)

成長因子は構造的・進化的に関係のあるいくつかのファミリーに分類することができる。このファミリーにはTGF-β、骨形成タンパク質（bone morphogenic protein：BMP）、神経栄養因子（ニューロトロフィン：NGF、BDNF、NT3など）、線維芽細胞増殖因子（FGF）などがある。成長因子は現在、医療でも盛んに用いられている。

## 医薬品
- トラフェルミン（商品名フィブラスト、リグロス） 遺伝子組み換えbFGF（組み替えヒト塩基性線維芽細胞成長因子:rhbFGF） は、日本で潰瘍、褥瘡、歯周炎の適応を持つ[1]。
- ネピデルミン 組換えヒト上皮成長因子 (rhEGF) は、アジアの一部の国で潰瘍や脱毛症に使われる。
- ベカプレミン（英語版） ヒトPDGFは、米国で潰瘍に使われる。

## 有効性
外用薬の有効性に言及する。
糖病病による足の潰瘍に対し、2018年のメタアナリシスでランダム化比較試験 (RCT) が13研究あり、rhEGF（rhは遺伝子組み換え）、rhPDGF、多血小板血漿 (PRP) は標準治療に追加することで完全治癒率を有意に増加させ、仮の予測であるが特にrhEGFであり、感染症や骨髄炎を伴う場合には向いていないとされた。同じ対象で2016年のメタアナリシスでRCTが4研究あり、rhEGF（遺伝子組み換えEGF）は偽薬よりも完全治癒が有意に多かった。中間層までの熱傷（II度熱傷）では、2016年のメタアナリシスでRCTが13研究があり、治癒期間は標準的な治療と比較してFGFで5日、EGFで3.1日、GM-CSFで5.1日短縮し、FGFとEGFで瘢痕の色素沈着や厚みは改善されていた。
rhEGFクリームは、韓国人20人のRCTで、6週間後に偽薬よりもニキビが25.4-33.5%減少し、皮脂分泌も減少した。肝斑（シミ）の15名のRCTで、EGF外用薬は73%、偽薬で13%の人で改善した。
美容化粧品では2016年のレビューは、成長因子（TGFを含む）や幹細胞を用いたRCTによる証拠が欠けているとしている。16人での予備試験は、EGFの外用セラムで、目の下の袋（たるみ）が改善したのは11人であったが、予備試験である。小規模な8名の光老化での試験では、10日ごとにマイクロニードリング後にEGF、FGF、HGF、IGFが配合されたジェルを使用し30日後、7人で特に目の周囲の小じわ、シワを改善し、自己評価では4人がシワを改善したと感じた。
多血小板血漿 (PRP) には、成長因子が豊富に含まれる。
成長因子を分泌する幹細胞の培地の使用では、いくつかのRCTが実施されている。